# Eberhard Bidembach der Ältere

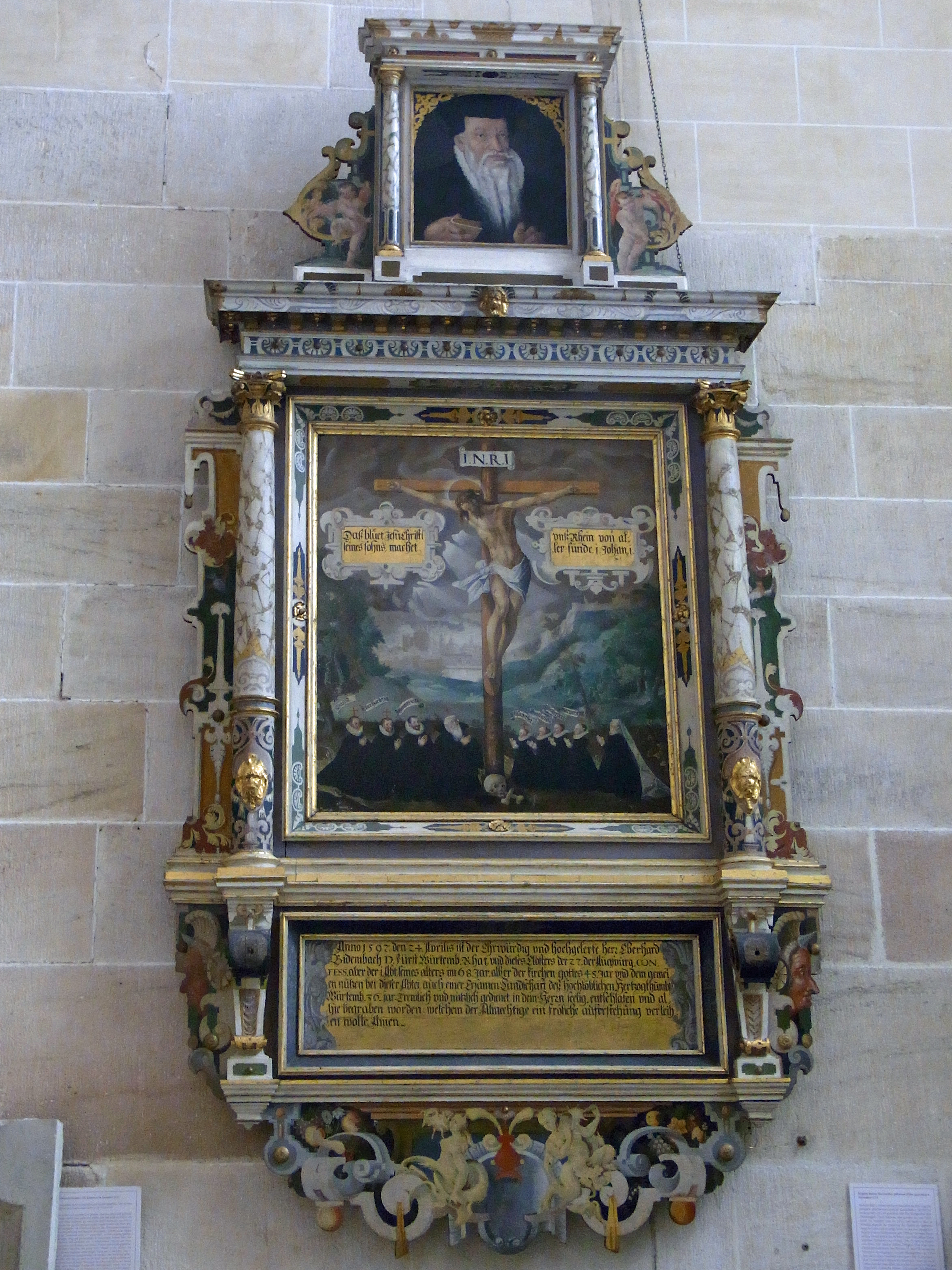
Eberhard Bidembach, Epitaph in der Klosterkirche Bebenhausen

Eberhard Bidembach der Ältere (* 2. Juli 1528 in Grünberg; † 24. April 1597 in Bebenhausen; auch Eberhard Bidenbach) war ein deutscher lutherischer Theologe und Geistlicher.

## Leben
Als Sohn des Amtskellers Johann Bidembach und der Elisabeth von Petershain wurde Eberhard Bidembach am 2. Juli 1528 in Grünberg geboren. Auf dem Pädagogium in Stuttgart vorgebildet, bezog er am 19. März 1542 die Universität Tübingen, vier Tage später erhielt er sein Stipendium. Baccalaureus wurde er im Juni 1544, Magister artium am 12. Februar 1550. Am 2. August 1557 promovierte man ihn zum Ehrendoktor der Theologie. Seit 1552 war er Diakon in Herrenberg und wurde 1558 in Vaihingen an der Enz Dekan. Sowohl herzoglicher Rat als auch Generalsuperintendent sowie Abt des Klosters Bebenhausen wurde er im Jahr 1560. Politisch aktiv war er auch als Sprecher des engeren Ausschusses der Landstände. Ihm ist zu verdanken, dass er 1558 in Mömpelgard die Württembergische Kirchenordnung einführte und er beteiligte sich 1594 am Regensburger Religionsgespräch. Er veröffentlichte mehrere Werke des Johannes Brenz, der sein Schwiegervater war. Am 24. April 1597 verstarb Bidenbach in Bebenhausen; er war mit Sophia Brenz (um 1536–1597) verheiratet und hatte fünf Kinder, darunter Eberhard Bidembach und Johannes Bidembach. Dietrich Schnepf, verheiratet mit Barbara Brenz (1532–1572), war sein Schwager.

## Werke
- Ein Christliche/tröstliche Predig/Uber weilund deß Durchleuchtigen/Hochgebornen Fürsten unnd Hern/Herrn Christoffs/Hertzogen zu Würtemberg/ec. Leich/als dieselbige zu Bebenhausen ankommen/den ersten Januarij/Anno/ec. 1569. Gehalten durch Eberhardum Bidembach/Abt zu Bebenhausen/der H. Schrifft Doctor in: Drey christliche, tröstliche Predigten über der Leich […] des Herren Christoffen, Hertzogen zu Würtemberg und Teck […] (Tübingen 1569)
- Die dritte predigt/Uber weilund des Durchlechtigen/Hochgebornen/Fürsten und Herrn/Herrn Ludwigen/Hertzogen zu Würtenberg […] Leich/Als dieselbige zu Bebenhausen/den 32.Augusti/Anno 1593. im Kloster ankommen. Gehalten durch Eberhardum Bidembach/Abbte zu Bebenhausen/der H. Schrifft Doctorn in: Vier Christliche Predigten/Uber der Leich/weilund des Durchleuchtigen/Hochgebornen Fürsten und Hern/Herrn Ludwigen […] Hochlöblicher und Christseliger gedachtnus […] (Tübingen 1594)